# Массімо Сілва
Массімо Сілва (італ. Massimo Silva, нар. 24 серпня 1951, Пінароло-По) — італійський футболіст, що грав на позиції нападника. По завершенні ігрової кар'єри — тренер. З 2020 року очолює тренерський штаб команди «Вастезе».
Володар Кубка Італії. 

## Ігрова кар'єра
Народився 24 серпня 1951 року в місті Пінароло-По. Вихованець футбольної школи клубу «Інтернаціонале». У дорослому футболі дебютував 1970 року виступами на умовах оренди за «Роверето». Згодом сезон 1971/72 відіграв також як орендований гравець за «Кремонезе».
1972 року перейшов до «Лаціо», утім так й не зігравши за римську команду у чемпіонаті країни, того ж року став гравцем «Асколі». У команді з Асколі-Пічено нарешті почав отримувати достатньо ігрового часу, провівши за чотири сезони понад 100 матчів у першості Італії, регулярно відзначаючись забаитими голами.
1976 року прийняв запрошення від «Мілана» і наступний сезон відіграв за «россонері», зокрема допомігши команді виграти Кубок Італії 1976/77. 
Залишивши «Мілан» у 1977, два сезони грав за «Монцу», після чого ще три сезони захищав кольори «Пескари».
З 1982 по 1984 рік продовжував кар'єру у нижчолігових «Самбенедеттезе» та «Рьюніте Мессіна», а завершив ігрову кар'єру у команді «Монополі», за яку виступав протягом 1984—1986 років.
Загалом протягом кар'єри виходив на поле у 95 матчах Серії A, забивши на елітному рівні італійського футболу 16 голів. Ще 213 матчів і 59 голів провів у Серії B.

## Кар'єра тренера
Розпочав тренерську кар'єру невдовзі по завершенні кар'єри гравця, 1988 року, очоливши тренерський штаб нижчолігового клубу «Комунанца», де пропрацював з 1988 по 1989 рік.
Протягом 1990-х років і на початку 2000-х встиг попрацювати у низці команд, що змагалися у четвертому та п'ятому за силою італійських дивізіонах.
2005 року дебютував у статусі тренера на рівні другого італійського дивізіону, де очолив тренерський штаб клубу «Асколі», в якому свого часу провів значну частину кар'єри гравця, а з 2004 року обіймав посаду технічного директора. При цьому фактично керівництво командою здійснював Марко Джампаоло, який утім не мав тренерської ліцензії відповідного рівня, тож формально головним тренером вважався Сілва. Під керівництвом тандема Сілва-Джампаоло команда здобула підвищення у класі і сезон 2005/06 провела у Серії A, де змогла посісти досить високе десяте місце. Попри цей успіх Сілва залишив тренерський місток команди і в подальшом повернувся до роботи з нижчоліговими командами.
Виключенням було запрошення 2011 року до все того ж «Асколі», який на той момент знов повернувся до Серії B, і де Сілва пропрацював ще два сезони, щоправда не зумівши повторити успіх декількарічної давнини.
У січні 2020 року змінив Марко Амелію на тренерському містку команди Серії D «Вастезе».

## Титули і досягнення
- Володар Кубка Італії (1):

«Мілан»: 1976-1977